# Isla Guayacán
Isla Guayacán är en ö i Mexiko. Den ligger i reservoaren Presa Nezahualcoyotl (en:Malpaso Dam) och tillhör kommunen Tecpatán i delstaten Chiapas, i den södra delen av landet.